# Regeringen Ratas II
Regeringen Ratas II var Estlands regering från 29 april 2019 till 26 januari 2021, under ledning av Centerpartiets partiledare, premiärminister Jüri Ratas. Den var Ratas andra regering sedan tillträdet 2016 och bestod av en mitten-höger-koalition av tre partier: socialliberala Centerpartiet, konservativa Isamaa och det nationalkonservativa och högerpopulistiska Estlands konservativa folkparti, EKRE. Partierna hade fem ministrar vardera, totalt femton, varav två kvinnor och tretton män. 
Regeringen var officiellt den femtionde i Republiken Estlands historia och tillkom efter parlamentsvalet 3 mars 2019, då det liberala oppositionspartiet Estniska reformpartiet blev största parti. Ratas valde som sittande premiärminister dock att söka en ny majoritetskoalition. Efter att Reformpartiets Kaja Kallas med stöd av Socialdemokraterna misslyckats med att nå en majoritet i Riigikogu 15 april samma år, kom istället Ratas att med stöd av Isamaa och EKRE att åter väljas till premiärminister 17 april. Den 29 april tillträdde den av Ratas nominerade regeringen, genom att officiellt utnämnas av president Kersti Kaljulaid.
Regeringens utnämning kantades av konflikter, då beslutet av Ratas att för första gången öppna för regeringsförhandlingar med EKRE, som i vissa frågor anses högerextremt, öppet kritiserades både i nationella medier, inom Centerpartiet och internationellt från Centerpartiets grupp i Europaparlamentet, ALDE. En parlamentsledamot och partistyrelsemedlem, Raimond Kaljulaid, halvbror till presidenten, lämnade Centerpartiet i protest mot koalitionen, och ytterligare en av koalitionens parlamentariker från Isamaa valde att rösta mot regeringen.
Samma morgon som regeringens tillträde 29 april 2019 skrev estnisk press om anklagelser om våldsbrott mot EKRE-ministern Marti Kuusik, vilket ledde till en polisutredning. Kuusik hade också dagen efter valet, 4 mars, åkt fast i en poliskontroll för fortkörning och rattfylla, men av EKRE och premiärminister Ratas visats fortsatt förtroende. Kuusik svor ämbetseden 29 april, dock inför en tom stol då president Kaljulaid lämnade rummet under Kuusiks ämbetsed som en politisk avståndsmarkering. Markeringen var enbart symbolisk, då presidenten enligt grundlagen inte har möjlighet att åsidosätta premiärministerns val av ministrar. Redan dagen efter tillträdet 30 april tillkännagav dock Ratas att Kuusik lämnat in sin avskedsansökan, efter att Ratas rådgjort med den estniska riksåklagaren och den nationella polischefen om den pågående utredningen. Kuusik vidhöll dock att han är oskyldig till anklagelserna men av familjeskäl och för partiets bästa valt att träda tillbaka.
Den 12 januari 2021 meddelade premiärminister Jüri Ratas sin avgång som regeringschef och därmed avgick regeringen med honom. Bakgrunden är en politisk skandal berörande en korruptionshärva som medarbetare till premiärministern deltagit i, samt en utredning av ett köpcentrum i huvudstaden Tallinn. Ratas är själv inte misstänkt för brott, men ansåg att han inte kunde leda regeringen längre och behövde nu ta sitt ansvar. Han fortsätter dock som partiordförande för Centerpartiet. Därmed blev det en fråga för parlamentet att finna en ny premiärminister. Efter ett par dagars förhandlande presenterades en ny regering, ett samarbete mellan Reformpartiet och Centerpartiet. Denna regering har Reformpartiets partiledare Kaja Kallas som premiärminister.

## Ministrar
| Ansvarsområde                          | Namn           | Ämbetsperiod (sedan tillträde)                      | Parti         |
| -------------------------------------- | -------------- | --------------------------------------------------- | ------------- |
| Premiärminister                        | Jüri Ratas     | 23 november 2016 – 26 januari 2021                  | Centerpartiet |
| Utbildnings- och forskningsminister    | Mailis Reps    | 23 november 2016 – 21 november 2020                 | Centerpartiet |
| Utbildnings- och forskningsminister    | Jaak Aab       | 25 november 2016 – 26 januari 2021                  | Centerpartiet |
| Minister för ekonomi och infrastruktur | Taavi Aas      | 29 april 2019 – (behöll posten i följande regering) | Centerpartiet |
| Minister för offentlig förvaltning     | Jaak Aab       | 29 april 2019 – 25 november 2020                    | Centerpartiet |
| Minister för offentlig förvaltning     | Anneli Ott     | 25 november 2020 – 26 januari 2021                  | Centerpartiet |
| Socialminister                         | Tanel Kiik     | 29 april 2019 – 26 januari 2021                     | Centerpartiet |
| Inrikesminister                        | Mart Helme     | 29 april 2019 – 9 november 2020                     | EKRE          |
| Inrikesminister                        | Alar Laneman   | 18 november 2020 – 26 januari 2021                  | EKRE          |
| Miljöminister                          | Rene Kokk      | 29 april 2019 – 7 november 2020                     | EKRE          |
| Miljöminister                          | Rain Epler     | 12 november 2020 – 26 januari 2021                  | EKRE          |
| Finansminister                         | Martin Helme   | 29 april 2019 – 26 januari 2021                     | EKRE          |
| Minister för utrikeshandel och IT      | Marti Kuusik   | 29 april 2019 – 30 april 2019                       | EKRE          |
| Minister för utrikeshandel och IT      | Kert Kingo     | 16 maj 2019 – 25 oktober 2019                       | EKRE          |
| Minister för utrikeshandel och IT      | Kaimar Karu    | 7 november 2019 – 20 april 2020                     | EKRE          |
| Minister för utrikeshandel och IT      | Raul Siem      | 21 april 2020 – 26 januari 2021                     | EKRE          |
| Landsbygdsminister                     | Mart Järvik    | 29 april 2019 – 25 november 2019                    | EKRE          |
| Landsbygdsminister                     | Arvo Aller     | 10 december 2019 – 26 januari 2021                  | EKRE          |
| Försvarsminister                       | Jüri Luik      | 12 juni 2017 – 26 januari 2021                      | Isamaa        |
| Justitieminister                       | Raivo Aeg      | 29 april 2019 – 26 januari 2021                     | Isamaa        |
| Utrikesminister                        | Urmas Reinsalu | 29 april 2019 – 26 januari 2021                     | Isamaa        |
| Kulturminister                         | Tõnis Lukas    | 29 april 2019 – 26 januari 2021                     | Isamaa        |
| Minister för befolkningsfrågor         | Riina Solman   | 29 april 2019 – 26 januari 2021                     | Isamaa        |